# シティ・スクエア (ジョホール・バル)
JBシティ・スクエア（JB City Square）は、マレーシアのジョホール・バルに位置する大型商業施設とオフィスビルの複合施設。通称、シティ・スクエア、シティ・スクエア・ジョホール・バルと呼ばれている。

## 概要
施設の規模は市内有数で、5階建てのショッピング・モールと最上階が36階のオフィスビルから成り立っている。モール内は若者向けのファッションを中心に中華系を客層にしている。平成20年（2008年）にはJBセントラル駅の開業に備えて、ショッピングモールと駅を接続するに歩道橋が開設された。施設内にはマクドナルド等のフードコートや映画館、両替所、マッサージ、スターバックスなどの多くのテナントが入居している。その他にもMaybankやAffin Bank、RHB Bank等の銀行が、モール内に支店を構えている。

## 交通
- JBセントラル駅（マレー鉄道ウエスト・コースト線）と歩道橋で直結。
- マイカー利用は、駐車が完備してあるので可能。

## ギャラリー

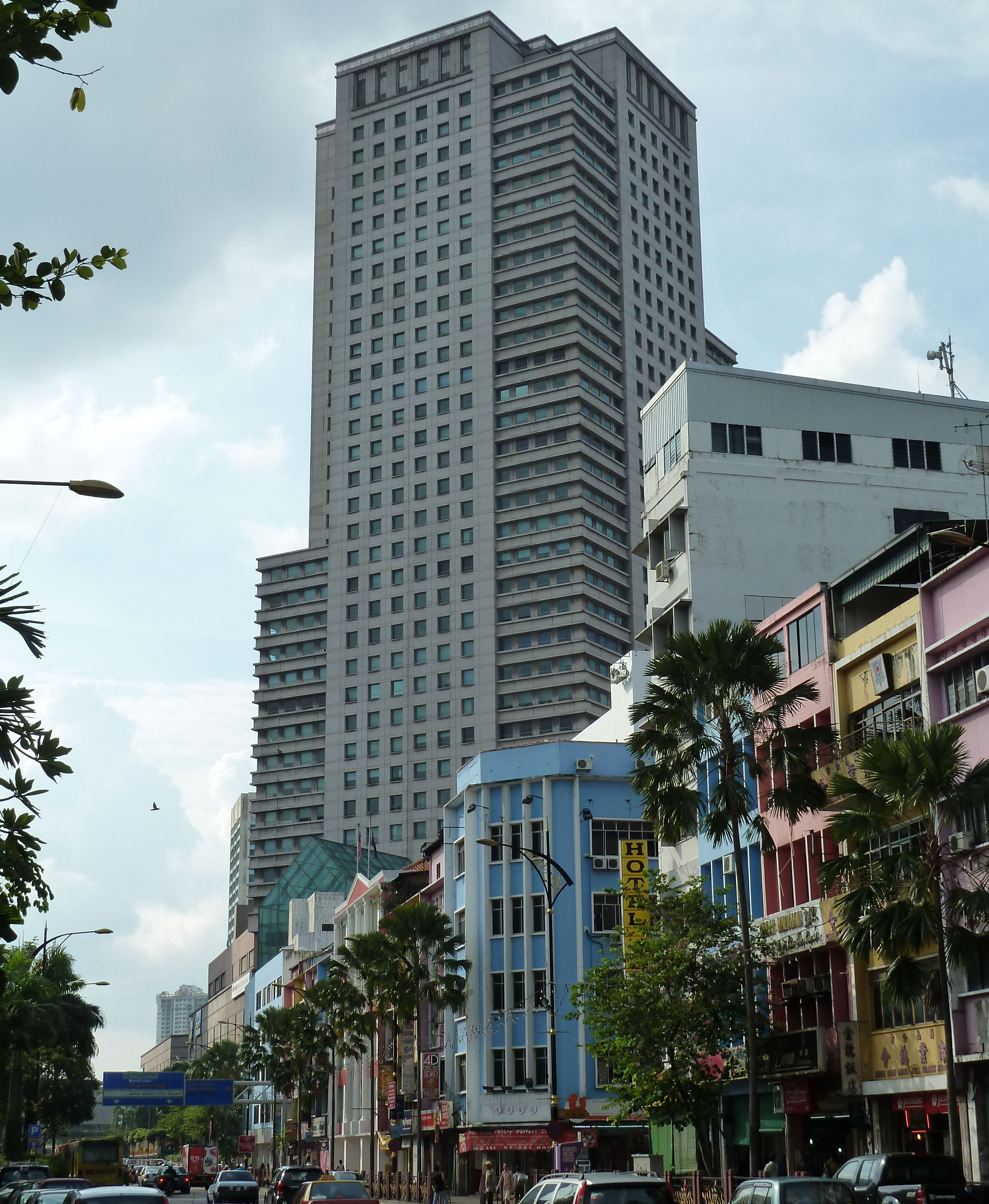
JBシティ・スクエア風景
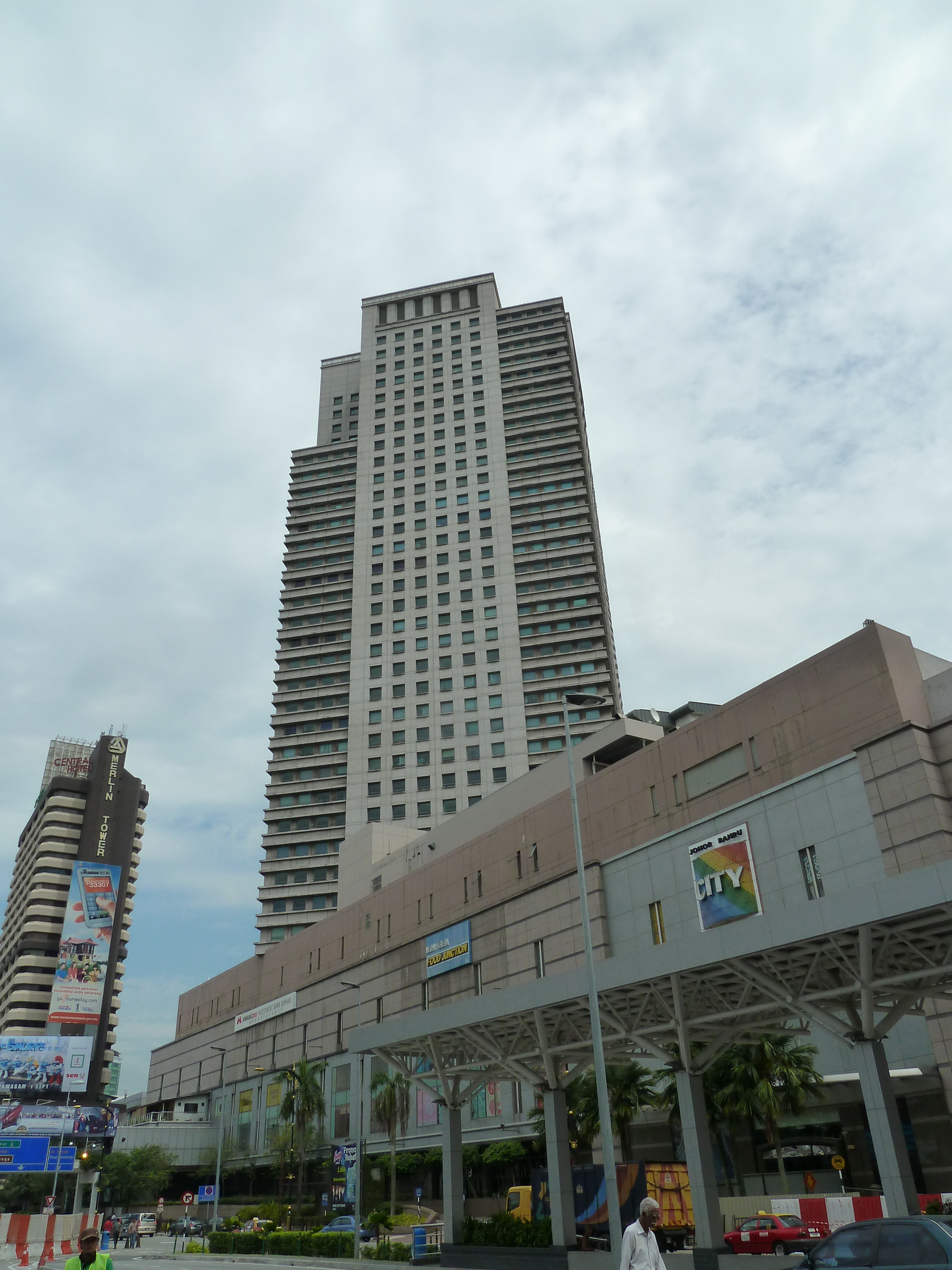
ショッピングモールとオフィスビル
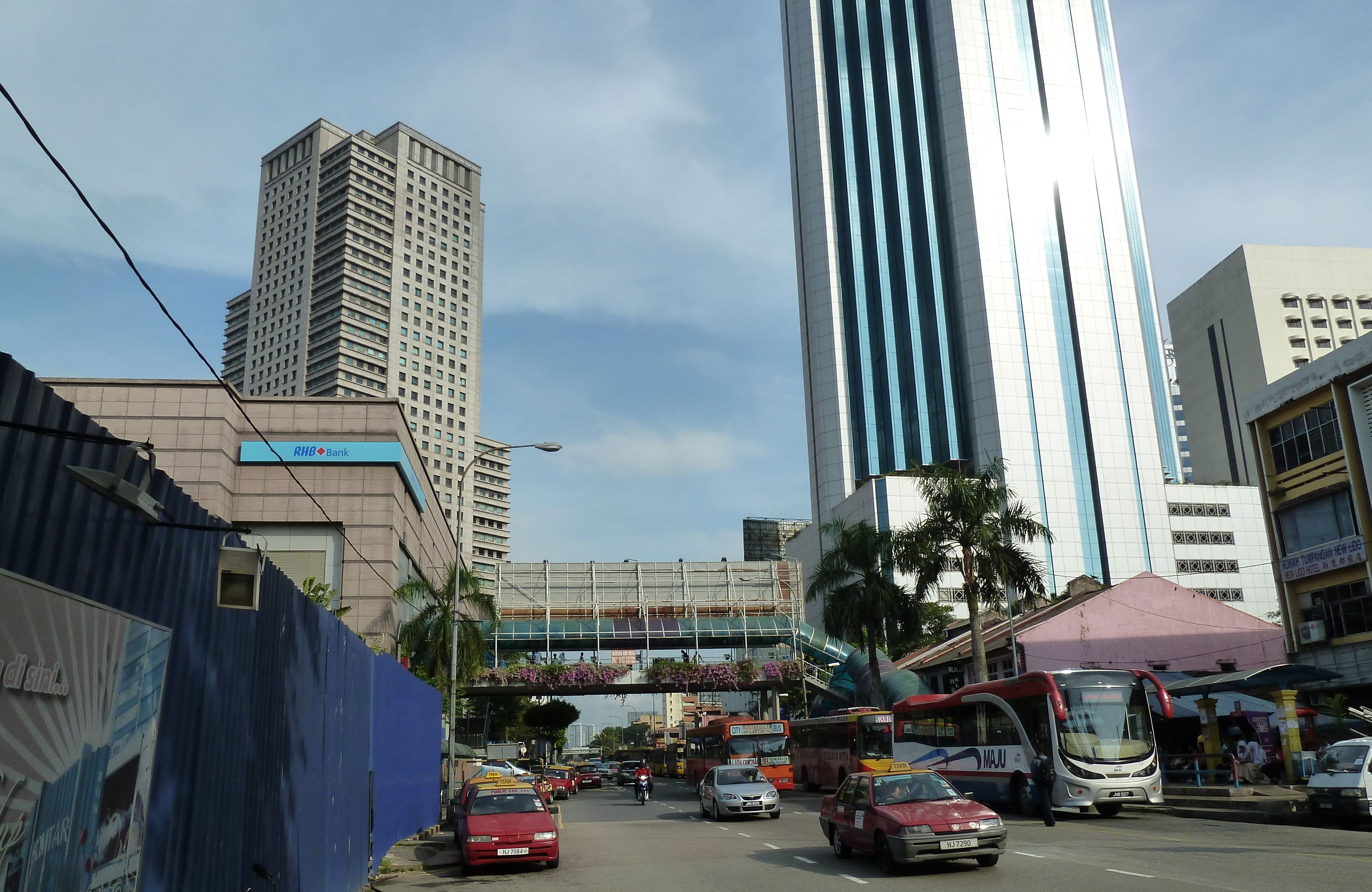
JBシティ・スクエア(左側と)パブリック・バンクタワー(右側)